# Fideiussione omnibus
La fideiussione omnibus è disciplinata dalle norme bancarie uniformi.
La fideiussione è stata, dalla pratica bancaria, notevolmente modificata, tanto da non essere più del tutto riconducibile al tipo legale.
Questo tipo di fideiussione deriva dalla pratica bancaria, molto criticata per le sue caratteristiche, definite da taluni come vessatorie.

## Caratteri
La fideiussione omnibus si caratterizza per la presenza di due clausole: la prima, detta garanzia a prima richiesta e senza eccezioni (responsabile dell'alterazione dell'originario tipo legale), e la seconda denominata "clausola estensiva". Inoltre la caratteristica principale di questa garanzia è che si estende agli eredi.

### Clausola a prima richiesta e senza eccezioni
La clausola stabilisce che il garante è tenuto a pagare a semplice richiesta scritta della banca, senza poter sollevare nessuna delle eccezioni pertinenti al debito garantito.
La clausola crea, secondo una parte minoritaria della dottrina, gravi problemi in ordine all'individuazione della funzione giuridica del negozio, sino al punto che, a rigore, questo dovrebbe giudicarsi nullo per mancanza di causa. L'opinione maggioritaria è però schierata a favore della validità del negozio all'esame.

### Clausola estensiva
La seconda clausola estende la copertura fideiussoria a tutti i debiti che un determinato soggetto si troverà ad avere nei confronti dell'istituto bancario.
Questa è oggi sicuramente compatibile col nostro ordinamento, ma ciò solo grazie all'intervento del legislatore il quale, nel 1992, dispose che in caso di estensione della garanzia ad obbligazioni future è necessario indicare l'importo massimo della garanzia.
Prima di quell'anno le banche (sostenute dalla giurisprudenza della Corte di cassazione) difendevano la validità anche delle fideiussioni omnibus senza limite d'importo. Secondo alcuni si trattava di un vero e proprio "mostro" giuridico che poteva condurre il garante a gravissime esposizioni debitorie senza ch'egli potesse fare alcunché per evitarle o prevederle. Dopo un confronto aspro tra la giurisprudenza di merito - che negava validità a questi contratti - e la Cassazione (che pervicacemente li difendeva), intervenne il legislatore escludendo d'imperio la validità delle fideiussioni senza indicazione dell'importo massimo garantito.